# إريك إغليسياس
اريك إغليسياس (بالإسبانية: Eric Iglesias)‏ هو مخرج بنمي، ولد في 5 أبريل 1981.

## وصلات خارجية
- إريك إغليسياس على موقع IMDb (الإنجليزية)
- إريك إغليسياس على موقع كينوبويسك (الروسية)